# Brahmsmuseum Mürzzuschlag

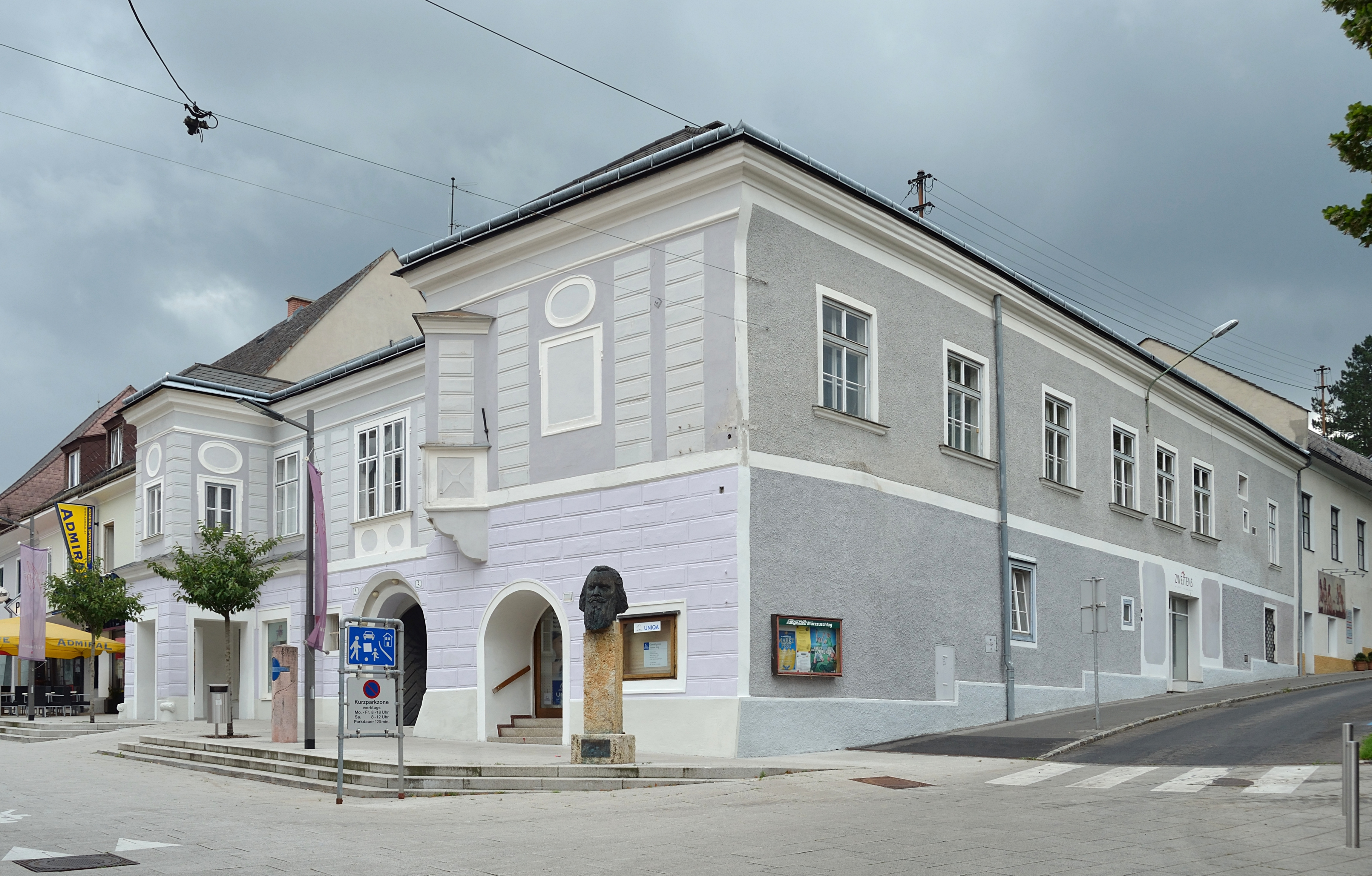
Brahmsmuseum in Mürzzuschlag

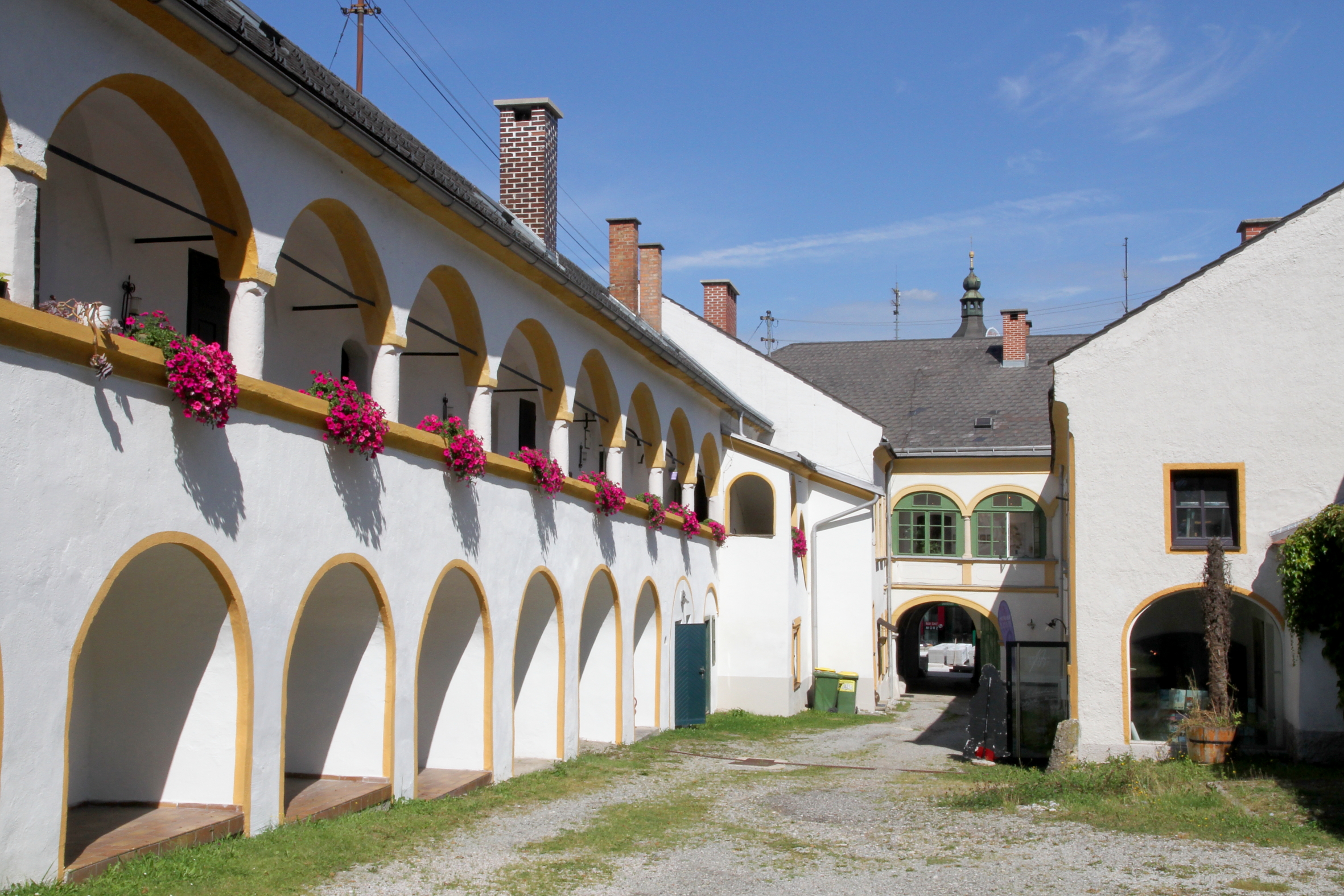
Hofseitiger Arkadengang

Das Brahmsmuseum Mürzzuschlag steht in der Wiener Straße 2–4 in der Stadtgemeinde Mürzzuschlag im Bezirk Bruck-Mürzzuschlag in der Steiermark. Das Brahms-Haus steht unter Denkmalschutz (Listeneintrag).

## Geschichte
Um die Mitte des 16. Jahrhunderts wurde das Wohnhaus erbaut. Eine Gedenktafel erinnert an die Sommeraufenthalte 1884 und 1885 von Johannes Brahms in diesem Haus, wobei die vierte Sinfonie in e-Moll op. 98 entstand.

## Architektur
Das Gebäude zeigt sich mit einem erkerartig vortretenden Seitenflügel mit Konsolen mit einem Hauszeichen. Das rundbogige Portal zeigt an der Tür ein Wappen mit 1696. Hofseitig ist ein Arkadengang. Im Obergeschoß gibt es eine gute unterteilte Stuckdecke aus dem ersten Viertel des 18. Jahrhunderts.

## Filme
- Lange Nacht der Museen 2017 im Brahmsmuseum Mürzzuschlag  5:27 Min.